# Danh sách Thủ tướng Ý
- Ảnh trên (trái): Camillo Benso, Bá tước xứ Cavour, thủ tướng Vương quốc Ý đầu tiên.
- Ảnh trên (phải): Benito Mussolini, thủ tướng tại vị lâu nhất của Vương quốc Ý.
- Ảnh dưới (trái): Alcide De Gasperi, thủ tướng Cộng hòa Ý đầu tiên.
- Ảnh dưới (phải): Silvio Berlusconi, hiện đang là thủ tướng taị vị lâu nhất của Cộng hòa Ý.

Dưới đây là danh sách các thủ tướng Ý kể từ khi vương quốc Ý được thành lập năm 1861. Chức danh Thủ tướng Ý, tên chính thức là Chủ tịch Hội đồng Bộ trưởng (Tiếng Ý: Presidente del Consiglio dei Ministri), là người đứng đầu Hội đồng Bộ trưởng (hay nội các Ý), cơ quan nắm giữ quyền hành pháp tối cao của Ý, và phải thông qua một cuộc bỏ phiếu chấp thuận từ Hội đồng Bộ trưởng này để thực thi hầu hết các hoạt động chính trị của mình. Chức vụ này tương tự như hầu hết các thể chế nghị viện khác trên thế giới, tuy nhiên, những người đứng đầu chính phủ Ý lại không có quyền giải tán nghị viện hay bãi nhiệm các bộ trưởng của mình.
Chức vụ tiền nhiệm của nó là Thủ tướng vương quốc Sardegna, một chức vụ được thành lập năm 1848 (mặc dù thời gian không được đề cập trong hiến pháp của nhà nước Sardegna - Luật Albertine) nhằm hỗ trợ nhà vua Ý trong việc cai trị chế độ tương đối bất ổn khi đó.
Người giữ chức thủ tướng Ý đầu tiên là Camillo Benso, Bá tước xứ Cavour. Ông nhậm chức vào tháng 3 năm 1861, sau khi nước Ý thống nhất. Ông cũng đồng thời là thủ tướng cuối cùng của vương quốc Sargena, chức vụ mà từ đó Thủ tướng Ý nắm hầu hết quyền hạn và nghĩa vụ có liên quan sau này. Sau 60 năm đầu của mình, đã có 37 lần thủ tướng Ý đã bị thay đổi. Nhận thấy điều đó, Benito Mussolini, sau khi được bổ nhiệm vào chức thủ tướng Ý năm 1922 sau một cuộc đảo chính, đã loại bỏ quyền lực của nghị viện bằng một cuộc bỏ phiếu bất tín nhiệm, theo đó thiết lập quyền lực của riêng ông và Đảng phát xít theo nguyện vọng của nhà vua.
Sau khi chế độ quân chủ bị bãi bỏ năm 1946, cùng với sự thành lập của nhà nước Cộng hòa Ý, chức vụ Thủ tướng được thiết lập theo điều 92 Hiến pháp Ý. Thủ tướng Ý giờ đây được bổ nhiệm bởi Tổng thống Cộng hòa sau mỗi cuộc bầu cử. Theo thứ tự quyền ưu tiên của Ý thì chức vụ này được xếp thứ tự quan trọng thứ tư ở Ý về mặt lễ nghi. Hiện nay, đã có tổng cộng đã có 30 người giữ chức vụ Thủ tướng Ý kể từ năm 1946.

## Thủ tướng Ý

### Vương quốc Ý (1861–1946)
Đảng:
- 1861–1912:
  -       Cánh hữu Lịch sử
  -       Cánh tả Lịch sử
- 1912–1922:
  -       Liên minh Tự do / Đảng Tự do Ý
  -       Đảng Cấp tiến Ý
  -       Đảng Cải cách Xã hội Ý
  -       Quân đội
- 1922–1943:
  -       Đảng Phát xít Quốc gia
- 1943–1946:
  -       Đảng Công nhân Dân chủ Ý
  -       Đảng Hành động
  -       Dân chủ Kitô Giáo

Liên minh:
- 1861–1912:
  -       Liên minh Cánh hữu
  -       Liên minh Cánh tả
  -       Chính phủ liên hiệp
- 1912–1924:
  -       Liên minh Tự do
- 1924–1943:
  -       Phát xít
- 1943–1946:
  -       Chính phủ liên hiệp

| Stt  | Chân dung   | Tên (Sinh – mất)                                | Nhiệm kỳ làm việc (Thời gian nhiệm kỳ)                      | Đảng                           | Nội các        | Thành phần                                                      | CQLP                   | Vua                                  | Chú thích                          |
| ---- | ----------- | ----------------------------------------------- | ----------------------------------------------------------- | ------------------------------ | -------------- | --------------------------------------------------------------- | ---------------------- | ------------------------------------ | ---------------------------------- |
| 1    | không khung | Camillo Ben Bá tước xứ Cavour (1810 – 1861)     | 13 tháng 3 – 6 tháng 6 năm 1861 75 ngày                     | Cánh hữu Lịch sử               | Cavour IV      | Cánh hữu                                                        | VIII (1861)            | Vittorio Enmanuele II (1861 – 1878)  | [ 9 ]                              |
| 2    | không khung | Bettino Ricasoli (1809 – 1880)                  | 12 tháng 6 năm 1861 – 3 tháng 3 năm 1862 264 ngày           | Cánh hữu Lịch sử               | Ricasoli I     | Cánh hữu                                                        | VIII (1861)            | Vittorio Enmanuele II (1861 – 1878)  | [ 10 ]                             |
| 3    | không khung | Urbano Rattazzi (1808 – 1873)                   | 3 tháng 3 – 8 tháng 12 năm 1862 280 ngày                    | Cánh tả Lịch sử                | Rattazzi I     | Cánh tả • Cánh hữu                                              | VIII (1861)            | Vittorio Enmanuele II (1861 – 1878)  | [ 11 ]                             |
| 4    | không khung | Luigi Carlo Farini (1812 – 1866)                | 8 tháng 12 năm 1862 – 24 tháng 3 năm 1863 106 ngày          | Cánh hữu Lịch sử               | Farini         | Cánh hữu                                                        | VIII (1861)            | Vittorio Enmanuele II (1861 – 1878)  | [ 12 ]                             |
| 5    | không khung | Marco Minghetti (1818 – 1886)                   | 24 tháng 3 năm 1863 – 28 tháng 9 năm 1864 1 năm, 188 ngày   | Cánh hữu Lịch sử               | Minghetti I    | Cánh hữu                                                        | VIII (1861)            | Vittorio Enmanuele II (1861 – 1878)  | [ 13 ]                             |
| 6    | không khung | Tướng Alfonso Ferrero la Marmora (1810 – 1861)  | 28 tháng 9 năm 1864 – 20 tháng 6 năm 1866 1 năm, 265 ngày   | Quân đội                       | La Marmora II  | Cánh hữu                                                        | VIII (1861)            | Vittorio Enmanuele II (1861 – 1878)  | [ 14 ] [ 15 ]                      |
| 6    | không khung | Tướng Alfonso Ferrero la Marmora (1810 – 1861)  | 28 tháng 9 năm 1864 – 20 tháng 6 năm 1866 1 năm, 265 ngày   | Quân đội                       | La Marmora III | Cánh hữu                                                        | IX (1865)              | Vittorio Enmanuele II (1861 – 1878)  | [ 14 ] [ 15 ]                      |
| (2)  | không khung | Bettino Ricasoli (1809 – 1880)                  | 20 tháng 6 năm 1866 – 10 tháng 4 năm 1867 294 ngày          | Cánh hữu Lịch sử               | Ricasoli II    | Chính phủ Liên hiệp Quốc gia (Cánh tả • Cánh hữu)               | IX (1865)              | Vittorio Enmanuele II (1861 – 1878)  | [ 16 ]                             |
| (3)  | không khung | Urbano Rattazzi (1808 – 1873)                   | 10 tháng 4 – 27 tháng 10 năm 1867 200 ngày                  | Cánh tả Lịch sử                | Rattazzi II    | Cánh tả • Cánh hữu                                              | X (1867)               | Vittorio Enmanuele II (1861 – 1878)  | [ 17 ]                             |
| 7    | không khung | Luigi Federico Menabrea (1809 – 1896)           | 27 tháng 10 năm 1867 – 14 tháng 12 năm 1869 2 năm, 48 ngày  | Cánh hữu Lịch sử               | Menabrea I     | Cánh hữu                                                        | X (1867)               | Vittorio Enmanuele II (1861 – 1878)  | [ 18 ] [ 19 ] [ 20 ]               |
| 7    | không khung | Luigi Federico Menabrea (1809 – 1896)           | 27 tháng 10 năm 1867 – 14 tháng 12 năm 1869 2 năm, 48 ngày  | Cánh hữu Lịch sử               | Menabrea II    | Cánh hữu                                                        | X (1867)               | Vittorio Enmanuele II (1861 – 1878)  | [ 18 ] [ 19 ] [ 20 ]               |
| 7    | không khung | Luigi Federico Menabrea (1809 – 1896)           | 27 tháng 10 năm 1867 – 14 tháng 12 năm 1869 2 năm, 48 ngày  | Cánh hữu Lịch sử               | Menabrea III   | Cánh hữu                                                        | X (1867)               | Vittorio Enmanuele II (1861 – 1878)  | [ 18 ] [ 19 ] [ 20 ]               |
| 8    | không khung | Giovanni Lanza (1818 – 1886)                    | 14 tháng 12 năm 1869 – 10 tháng 7 năm 1873 3 năm, 208 ngày  | Cánh hữu Lịch sử               | Lanza          | Cánh hữu                                                        | XI (1870)              | Vittorio Enmanuele II (1861 – 1878)  | [ 21 ]                             |
| (5)  | không khung | Marco Minghetti (1818 – 1886)                   | 10 tháng 7 năm 1873 – 25 tháng 3 năm 1876 2 năm, 259 ngày   | Cánh hữu Lịch sử               | Minghetti II   | Cánh hữu                                                        | XII (1874)             | Vittorio Enmanuele II (1861 – 1878)  | [ 22 ]                             |
| 9    | không khung | Agostino Depretis (1813 – 1887)                 | 25 tháng 3 năm 1876 – 24 tháng 3 năm 1878 1 năm, 364 ngày   | Cánh tả Lịch sử                | Depretis I     | Cánh tả                                                         | XIII (1876)            | Vittorio Enmanuele II (1861 – 1878)  | [ 23 ] [ 24 ]                      |
| 9    | không khung | Agostino Depretis (1813 – 1887)                 | 25 tháng 3 năm 1876 – 24 tháng 3 năm 1878 1 năm, 364 ngày   | Cánh tả Lịch sử                | Depretis II    | Cánh tả                                                         | XIII (1876)            | Umberto I (1878 – 1900)              | [ 23 ] [ 24 ]                      |
| 10   | không khung | Benedetto Cairoli (1825 – 1889)                 | 24 tháng 3 – 19 tháng 12 năm 1878 270 ngày                  | Cánh tả Lịch sử                | Cairoli I      | Cánh tả                                                         | XIII (1876)            | Umberto I (1878 – 1900)              | [ 25 ]                             |
| (9)  | không khung | Agostino Depretis (1813 – 1887)                 | 19 tháng 12 năm 1878 – 14 tháng 7 năm 1879 207 ngày         | Cánh tả Lịch sử                | Depretis III   | Cánh tả                                                         | XIII (1876)            | Umberto I (1878 – 1900)              | [ 26 ]                             |
| (10) | không khung | Benedetto Cairoli (1825 – 1889)                 | 14 tháng 7 năm 1879 – 29 tháng 5 năm 1981 1 năm, 319 ngày   | Cánh tả Lịch sử                | Cairoli II     | Cánh tả                                                         | XIII (1876)            | Umberto I (1878 – 1900)              | [ 27 ] [ 28 ]                      |
| (10) | không khung | Benedetto Cairoli (1825 – 1889)                 | 14 tháng 7 năm 1879 – 29 tháng 5 năm 1981 1 năm, 319 ngày   | Cánh tả Lịch sử                | Cairoli III    | Cánh tả                                                         | XIV (1880)             | Umberto I (1878 – 1900)              | [ 27 ] [ 28 ]                      |
| (9)  | không khung | Agostino Depretis (1813 – 1887)                 | 29 tháng 5 năm 1981 – 29 tháng 7 năm 1887 6 năm, 61 ngày    | Cánh tả Lịch sử                | Depretis IV    | Cánh tả                                                         | XIV (1880)             | Umberto I (1878 – 1900)              | [ 29 ] [ 30 ] [ 31 ] [ 32 ] [ 33 ] |
| (9)  | không khung | Agostino Depretis (1813 – 1887)                 | 29 tháng 5 năm 1981 – 29 tháng 7 năm 1887 6 năm, 61 ngày    | Cánh tả Lịch sử                | Depretis V     | Cánh tả                                                         | XV (1882)              | Umberto I (1878 – 1900)              | [ 29 ] [ 30 ] [ 31 ] [ 32 ] [ 33 ] |
| (9)  | không khung | Agostino Depretis (1813 – 1887)                 | 29 tháng 5 năm 1981 – 29 tháng 7 năm 1887 6 năm, 61 ngày    | Cánh tả Lịch sử                | Depretis VI    | Cánh tả                                                         | XV (1882)              | Umberto I (1878 – 1900)              | [ 29 ] [ 30 ] [ 31 ] [ 32 ] [ 33 ] |
| (9)  | không khung | Agostino Depretis (1813 – 1887)                 | 29 tháng 5 năm 1981 – 29 tháng 7 năm 1887 6 năm, 61 ngày    | Cánh tả Lịch sử                | Depretis VII   | Cánh tả                                                         | XVI (1886)             | Umberto I (1878 – 1900)              | [ 29 ] [ 30 ] [ 31 ] [ 32 ] [ 33 ] |
| (9)  | không khung | Agostino Depretis (1813 – 1887)                 | 29 tháng 5 năm 1981 – 29 tháng 7 năm 1887 6 năm, 61 ngày    | Cánh tả Lịch sử                | Depretis VIII  | Cánh tả                                                         | XVI (1886)             | Umberto I (1878 – 1900)              | [ 29 ] [ 30 ] [ 31 ] [ 32 ] [ 33 ] |
| 11   | không khung | Francesco Crispi (1819 – 1901)                  | 29 tháng 7 năm 1887 – 6 tháng 2 năm 1891 3 năm, 192 ngày    | Cánh tả Lịch sử                | Crispi I       | Cánh tả                                                         | XVI (1886)             | Umberto I (1878 – 1900)              | [ 34 ] [ 35 ]                      |
| 11   | không khung | Francesco Crispi (1819 – 1901)                  | 29 tháng 7 năm 1887 – 6 tháng 2 năm 1891 3 năm, 192 ngày    | Cánh tả Lịch sử                | Crispi II      | Cánh tả                                                         | XVII (1890)            | Umberto I (1878 – 1900)              | [ 34 ] [ 35 ]                      |
| 12   | không khung | Antonio Starabba, Hầu tước Rudinì (1839 – 1908) | 6 tháng 2 năm 1891 – 15 tháng 5 năm 1892 3 năm, 192 ngày    | Cánh hữu Lịch sử               | Rudinì I       | Cánh tả • Cánh hữu                                              | XVII (1890)            | Umberto I (1878 – 1900)              | [ 36 ]                             |
| 13   | không khung | Giovanni Giolitti (1842 – 1928)                 | 15 tháng 5 năm 1892 – 15 tháng 12 năm 1893 1 năm, 214 ngày  | Cánh tả Lịch sử                | Giolitti I     | Cánh tả                                                         | XVIII (1892)           | Umberto I (1878 – 1900)              | [ 37 ]                             |
| (11) | không khung | Francesco Crispi (1819 – 1901)                  | 15 tháng 12 năm 1893 – 10 tháng 3 năm 1896 3 năm, 86 ngày   | Cánh tả Lịch sử                | Crispi III     | Cánh tả • Cánh hữu                                              | XVIII (1892)           | Umberto I (1878 – 1900)              | [ 38 ] [ 39 ]                      |
| (11) | không khung | Francesco Crispi (1819 – 1901)                  | 15 tháng 12 năm 1893 – 10 tháng 3 năm 1896 3 năm, 86 ngày   | Cánh tả Lịch sử                | Crispi IV      | Cánh tả • Cánh hữu                                              | XIX (1895)             | Umberto I (1878 – 1900)              | [ 38 ] [ 39 ]                      |
| (12) | không khung | Antonio Starabba Hầu tước Rudinì (1839 – 1908)  | 10 tháng 3 năm 1896 – 29 tháng 6 năm 1898 2 năm, 111 ngày   | Cánh hữu Lịch sử               | Rudinì II      | Cánh hữu Cánh tả tham gia giới hạn                              | XIX (1895)             | Umberto I (1878 – 1900)              | [ 40 ] [ 41 ] [ 42 ] [ 43 ]        |
| (12) | không khung | Antonio Starabba Hầu tước Rudinì (1839 – 1908)  | 10 tháng 3 năm 1896 – 29 tháng 6 năm 1898 2 năm, 111 ngày   | Cánh hữu Lịch sử               | Rudinì III     | Cánh hữu Cánh tả tham gia giới hạn                              | XIX (1895)             | Umberto I (1878 – 1900)              | [ 40 ] [ 41 ] [ 42 ] [ 43 ]        |
| (12) | không khung | Antonio Starabba Hầu tước Rudinì (1839 – 1908)  | 10 tháng 3 năm 1896 – 29 tháng 6 năm 1898 2 năm, 111 ngày   | Cánh hữu Lịch sử               | Rudinì IV      | Cánh tả • Cánh hữu                                              | XX (1897)              | Umberto I (1878 – 1900)              | [ 40 ] [ 41 ] [ 42 ] [ 43 ]        |
| (12) | không khung | Antonio Starabba Hầu tước Rudinì (1839 – 1908)  | 10 tháng 3 năm 1896 – 29 tháng 6 năm 1898 2 năm, 111 ngày   | Cánh hữu Lịch sử               | Rudinì V       | Cánh tả • Cánh hữu                                              | XX (1897)              | Umberto I (1878 – 1900)              | [ 40 ] [ 41 ] [ 42 ] [ 43 ]        |
| 14   | không khung | Tướng Luigi Pelloux (1839 – 1924)               | 29 tháng 6 năm 1898 – 24 tháng 6 năm 1900 1 năm, 360 ngày   | Quân đội                       | Pelloux I      | Cánh tả Cánh hữu tham gia giới hạn                              | XX (1897)              | Umberto I (1878 – 1900)              | [ 44 ] [ 45 ]                      |
| 14   | không khung | Tướng Luigi Pelloux (1839 – 1924)               | 29 tháng 6 năm 1898 – 24 tháng 6 năm 1900 1 năm, 360 ngày   | Quân đội                       | Pelloux II     | Cánh tả • Cánh hữu                                              | XX (1897)              | Umberto I (1878 – 1900)              | [ 44 ] [ 45 ]                      |
| 15   | không khung | Giuseppe Saracco (1821 – 1907)                  | 24 tháng 6 năm 1900 – 15 tháng 2 năm 1901 236 ngày          | Cánh tả Lịch sử                | Saracco        | Cánh tả • Cánh hữu                                              | XXI (1900)             | Vittorio Enmanuele III (1900 – 1946) | [ 46 ]                             |
| 16   | không khung | Giuseppe Zanardelli (1826 – 1903)               | 15 tháng 2 năm 1901 – 3 tháng 11 năm 1903 2 năm, 261 ngày   | Cánh tả Lịch sử                | Zanardelli     | Cánh tả • Cánh hữu                                              | XXI (1900)             | Vittorio Enmanuele III (1900 – 1946) | [ 47 ]                             |
| (13) | không khung | Giovanni Giolitti (1842 – 1928)                 | 3 tháng 11 năm 1903 – 12 tháng 3 năm 1905 1 năm, 129 ngày   | Cánh tả Lịch sử                | Giolitti II    | Cánh tả • Cánh hữu PSI tham gia giới hạn                        | XXII (1904)            | Vittorio Enmanuele III (1900 – 1946) | [ 48 ]                             |
| 17   | không khung | Tommaso Tittoni (1855 – 1931)                   | 12 – 28 tháng 3 năm 1905 16 ngày                            | Cánh hữu Lịch sử               | Tittoni        | Cánh tả • Cánh hữu                                              | XXII (1904)            | Vittorio Enmanuele III (1900 – 1946) | [ 49 ]                             |
| 18   | không khung | Alessandro Fortis (1842 – 1909)                 | 28 tháng 3 năm 1905 – 8 tháng 2 năm 1906 317 ngày           | Cánh tả Lịch sử                | Fortis I       | Cánh tả • Cánh hữu                                              | XXII (1904)            | Vittorio Enmanuele III (1900 – 1946) | [ 50 ] [ 51 ]                      |
| 18   | không khung | Alessandro Fortis (1842 – 1909)                 | 28 tháng 3 năm 1905 – 8 tháng 2 năm 1906 317 ngày           | Cánh tả Lịch sử                | Fortis II      | Cánh tả Cánh hữu tham gia giới hạn                              | XXII (1904)            | Vittorio Enmanuele III (1900 – 1946) | [ 50 ] [ 51 ]                      |
| 19   | không khung | Sidney Sonnino (1847 – 1922)                    | 8 tháng 2 – 29 tháng 5 năm 1906 110 ngày                    | Cánh hữu Lịch sử               | Sonnino I      | Cánh tả • Cánh hữu • Cấp tiến                                   | XXII (1904)            | Vittorio Enmanuele III (1900 – 1946) | [ 52 ]                             |
| (13) | không khung | Giovanni Giolitti (1842 – 1928)                 | 29 tháng 5 năm 1906 – 11 tháng 12 năm 1909 3 năm, 216 ngày  | Cánh tả Lịch sử                | Giolitti III   | Cánh tả • Cánh hữu                                              | XXII (1904)            | Vittorio Enmanuele III (1900 – 1946) | [ 53 ]                             |
| (19) | không khung | Sidney Sonnino (1847 – 1922)                    | 11 tháng 12 năm 1909 – 31 tháng 3 năm 1910 110 ngày         | Cánh hữu Lịch sử               | Sonnino II     | Cánh hữu Cánh tả tham gia giới hạn                              | XXIII (1909)           | Vittorio Enmanuele III (1900 – 1946) | [ 54 ]                             |
| 20   | không khung | Luigi Luzzatti (1841 – 1927)                    | 31 tháng 3 năm 1910 – 30 tháng 3 năm 1911 364 ngày          | Cánh hữu Lịch sử               | Luzzatti       | Cánh tả • Cánh hữu • Cấp tiến                                   | XXIII (1909)           | Vittorio Enmanuele III (1900 – 1946) | [ 55 ]                             |
| (13) | không khung | Giovanni Giolitti (1842 – 1928)                 | 30 tháng 3 năm 1911 – 21 tháng 3 năm 1914 2 năm, 356 ngày   | Liên minh Tự do                | Giolitti IV    | UL • PR                                                         | XXIII (1909)           | Vittorio Enmanuele III (1900 – 1946) | [ 56 ]                             |
| 21   | không khung | Antonio Salandra (1853 – 1931)                  | 21 tháng 3 năm 1914 – 18 tháng 6 năm 1916 2 năm, 89 ngày    | Liên minh Tự do                | Salandra I     | UL                                                              | XXIV (1913)            | Vittorio Enmanuele III (1900 – 1946) | [ 57 ] [ 58 ]                      |
| 21   | không khung | Antonio Salandra (1853 – 1931)                  | 21 tháng 3 năm 1914 – 18 tháng 6 năm 1916 2 năm, 89 ngày    | Liên minh Tự do                | Salandra II    | UL • PRI                                                        | XXIV (1913)            | Vittorio Enmanuele III (1900 – 1946) | [ 57 ] [ 58 ]                      |
| 22   | không khung | Paolo Boselli (1838 – 1932)                     | 18 tháng 6 năm 1916 – 30 tháng 10 năm 1917 1 năm, 134 ngày  | Liên minh Tự do                | Boselli        | Chính phủ Liên hiệp Quốc gia (UL • PR • UECI • PSRI)            | XXIV (1913)            | Vittorio Enmanuele III (1900 – 1946) | [ 59 ]                             |
| 23   | không khung | Vittorio Emanuele Orlando (1860 – 1952)         | 30 tháng 10 năm 1917 – 23 tháng 6 năm 1919 1 năm, 236 ngày  | Liên minh Tự do                | Orlando        | Chính phủ Liên hiệp Quốc gia (UL • PR • UECI • PSRI)            | XXIV (1913)            | Vittorio Enmanuele III (1900 – 1946) | [ 60 ]                             |
| 24   | không khung | Francesco Saverio Nitti (1868 – 1953)           | 23 tháng 6 năm 1919 – 15 tháng 6 năm 1920 358 ngày          | Đảng Cấp tiến                  | Nitti I        | UL • PDL • PPI • PR • PSRI                                      | XXIV (1913)            | Vittorio Enmanuele III (1900 – 1946) | [ 61 ] [ 62 ]                      |
| 24   | không khung | Francesco Saverio Nitti (1868 – 1953)           | 23 tháng 6 năm 1919 – 15 tháng 6 năm 1920 358 ngày          | Đảng Cấp tiến                  | Nitti II       | UL • PDL • PPI • PR                                             | XXV (1919)             | Vittorio Enmanuele III (1900 – 1946) | [ 61 ] [ 62 ]                      |
| (13) | không khung | Giovanni Giolitti (1842 – 1928)                 | 15 tháng 6 năm 1920 – 4 tháng 7 năm 1921 1 năm, 19 ngày     | Liên minh Tự do                | Giolitti V     | UL • PDL • PPI • PDSI • PR • PSRI                               | XXV (1919)             | Vittorio Enmanuele III (1900 – 1946) | [ 63 ]                             |
| 25   | không khung | Ivanoe Bonomi (1873 – 1951)                     | 4 tháng 7 năm 1921 – 26 tháng 2 năm 1922 237 ngày           | Đảng Cải cách Xã hội           | Bonomi I       | PPI • PLI • PDL • PDSI • PSRI                                   | XXVI (1921)            | Vittorio Enmanuele III (1900 – 1946) | [ 64 ]                             |
| 26   | không khung | Luigi Facta (1861 – 1930)                       | 26 tháng 2 – 31 tháng 10 năm 1922 247 ngày                  | Liên minh Tự do / Đảng Tự do Ý | Facta I        | PPI • PLI • PDL • PDSI • PSRI • PA                              | XXVI (1921)            | Vittorio Enmanuele III (1900 – 1946) | [ 65 ] [ 66 ]                      |
| 26   | không khung | Luigi Facta (1861 – 1930)                       | 26 tháng 2 – 31 tháng 10 năm 1922 247 ngày                  | Liên minh Tự do / Đảng Tự do Ý | Facta II       | PPI • PLI • PDL • PDSI • PSRI                                   | XXVI (1921)            | Vittorio Enmanuele III (1900 – 1946) | [ 65 ] [ 66 ]                      |
| 27   | không khung | Duce Benito Mussolini (1883 – 1945)             | 31 tháng 10 năm 1922 – 25 tháng 7 năm 1943 20 năm, 267 ngày | Đảng Phát xít Quốc gia         | Mussolini      | PPI • PLI • PDSI • PNF • ANI                                    | XXVI (1921)            | Vittorio Enmanuele III (1900 – 1946) | [ 67 ]                             |
| 27   | không khung | Duce Benito Mussolini (1883 – 1945)             | 31 tháng 10 năm 1922 – 25 tháng 7 năm 1943 20 năm, 267 ngày | Đảng Phát xít Quốc gia         | Mussolini      | PNF                                                             | XXVII (1924)           | Vittorio Enmanuele III (1900 – 1946) | [ 67 ]                             |
| 27   | không khung | Duce Benito Mussolini (1883 – 1945)             | 31 tháng 10 năm 1922 – 25 tháng 7 năm 1943 20 năm, 267 ngày | Đảng Phát xít Quốc gia         | Mussolini      | PNF                                                             | XXVIII (1929)          | Vittorio Enmanuele III (1900 – 1946) | [ 67 ]                             |
| 27   | không khung | Duce Benito Mussolini (1883 – 1945)             | 31 tháng 10 năm 1922 – 25 tháng 7 năm 1943 20 năm, 267 ngày | Đảng Phát xít Quốc gia         | Mussolini      | PNF                                                             | XIX (1934)             | Vittorio Enmanuele III (1900 – 1946) | [ 67 ]                             |
| 27   | không khung | Duce Benito Mussolini (1883 – 1945)             | 31 tháng 10 năm 1922 – 25 tháng 7 năm 1943 20 năm, 267 ngày | Đảng Phát xít Quốc gia         | Mussolini      | PNF                                                             | XXX (Không qua bầu cử) | Vittorio Enmanuele III (1900 – 1946) | [ 67 ]                             |
| 28   | không khung | Thống chế Pietro Badoglio (1839 – 1924)         | 25 tháng 7 năm 1943 – 18 tháng 6 năm 1944 329 ngày          | Quân đội                       | Badoglio I     | Độc lập • DC • PLI                                              | Nghị viện bị bãi bỏ    | Vittorio Enmanuele III (1900 – 1946) | [ 68 ] [ 69 ]                      |
| 28   | không khung | Thống chế Pietro Badoglio (1839 – 1924)         | 25 tháng 7 năm 1943 – 18 tháng 6 năm 1944 329 ngày          | Quân đội                       | Badoglio II    | Uỷ ban Giải phóng Quốc gia (DC • PCI • PLI • PSIUP • PdA • PDL) | Nghị viện bị bãi bỏ    | Vittorio Enmanuele III (1900 – 1946) | [ 68 ] [ 69 ]                      |
| (25) | không khung | Ivanoe Bonomi (1873 – 1951)                     | 18 tháng 6 năm 1944 – 21 tháng 6 năm 1945 1 năm, 3 ngày     | Đảng Dân chủ Lao động          | Bonomi II      | Uỷ ban Giải phóng Quốc gia (DC • PCI • PLI • PSIUP • PdA • PDL) | Nghị viện bị bãi bỏ    | Vittorio Enmanuele III (1900 – 1946) | [ 70 ] [ 71 ]                      |
| (25) | không khung | Ivanoe Bonomi (1873 – 1951)                     | 18 tháng 6 năm 1944 – 21 tháng 6 năm 1945 1 năm, 3 ngày     | Đảng Dân chủ Lao động          | Bonomi III     | Uỷ ban Giải phóng Quốc gia (DC • PCI • PLI • PSIUP • PdA • PDL) | Hội đồng Quốc gia      | Vittorio Enmanuele III (1900 – 1946) | [ 70 ] [ 71 ]                      |
| 29   | không khung | Ferruccio Parri (1890 – 1981)                   | 21 tháng 6 – 10 tháng 12 năm 1945 172 ngày                  | Đảng Hành động                 | Parri          | Uỷ ban Giải phóng Quốc gia (DC • PCI • PLI • PDL)               | Hội đồng Quốc gia      | Vittorio Enmanuele III (1900 – 1946) | [ 72 ]                             |
| 30   | không khung | Alcide De Gasperi (1884 – 1954)                 | 10 tháng 12 năm 1945 – 13 tháng 7 năm 1946 215 ngày         | Dân chủ Kitô giáo              | De Gasperi I   | Uỷ ban Giải phóng Quốc gia (DC • PCI • PLI • PSIUP • PdA • PDL) | Hội đồng Quốc gia      | Umberto II (1946)                    | [ 73 ]                             |

### Cộng hòa Ý (1946–nay)
Đảng:
- 1946–1994:
  -       Dân chủ Kitô Giáo
  -       Đảng Cộng hòa Ý
  -       Đảng Xã hội Ý
  -       Độc lập
- 1994–nay
  -       Đảng Anh em
  -       Forza Italia / Nhân dân Tự do
  -       Đảng Nhành Oliu / Đảng Dân chủ
  -       Độc lập

Liên minh:
- 1946–1994:
  -       Liên minh Trung dung
  -       Liên minh Trung tả "Hữu cơ"
  -       Pentapartito / Quadripartito
  -       Chính phủ liên hiệp
- 1994–nay:
  -       Liên minh Trung hữu
  -       Liên minh Trung tả
  -       Chính phủ liên hiệp

| Stt  | Chân dung   | Tên (Sinh – mất)                   | Nhiệm kỳ làm việc (Thời gian nhiệm kỳ)                     | Đảng                                 | Nội các                        | Thành phần                                                               | CQLP                                      | Tổng thống                         | Chú thích                                        |
| ---- | ----------- | ---------------------------------- | ---------------------------------------------------------- | ------------------------------------ | ------------------------------ | ------------------------------------------------------------------------ | ----------------------------------------- | ---------------------------------- | ------------------------------------------------ |
| (30) | không khung | Alcide De Gasperi (1884 – 1954)    | 13 tháng 7 năm 1946 – 17 tháng 8 năm 1953 7 năm, 35 ngày   | Dân chủ Kitô giáo                    | De Gasperi II                  | Uỷ ban Giải phóng Quốc gia (DC • PSIUP • PCI • PRI)                      | Quốc hội Lập hiến (1946)                  | Enrico De Nicola (1946 – 1948)     | [ 74 ] [ 75 ] [ 76 ] [ 77 ] [ 78 ] [ 79 ] [ 80 ] |
| (30) | không khung | Alcide De Gasperi (1884 – 1954)    | 13 tháng 7 năm 1946 – 17 tháng 8 năm 1953 7 năm, 35 ngày   | Dân chủ Kitô giáo                    | De Gasperi III                 | Uỷ ban Giải phóng Quốc gia (DC • PSI • PCI • PDL)                        | Quốc hội Lập hiến (1946)                  | Enrico De Nicola (1946 – 1948)     | [ 74 ] [ 75 ] [ 76 ] [ 77 ] [ 78 ] [ 79 ] [ 80 ] |
| (30) | không khung | Alcide De Gasperi (1884 – 1954)    | 13 tháng 7 năm 1946 – 17 tháng 8 năm 1953 7 năm, 35 ngày   | Dân chủ Kitô giáo                    | De Gasperi IV                  | Trung dung (DC • PSDI • PLI • PRI)                                       | Quốc hội Lập hiến (1946)                  | Enrico De Nicola (1946 – 1948)     | [ 74 ] [ 75 ] [ 76 ] [ 77 ] [ 78 ] [ 79 ] [ 80 ] |
| (30) | không khung | Alcide De Gasperi (1884 – 1954)    | 13 tháng 7 năm 1946 – 17 tháng 8 năm 1953 7 năm, 35 ngày   | Dân chủ Kitô giáo                    | De Gasperi VI                  | Trung dung (DC • PSDI • PRI)                                             | I (1948)                                  | Luigi Einaudi (1948 – 1955)        | [ 74 ] [ 75 ] [ 76 ] [ 77 ] [ 78 ] [ 79 ] [ 80 ] |
| (30) | không khung | Alcide De Gasperi (1884 – 1954)    | 13 tháng 7 năm 1946 – 17 tháng 8 năm 1953 7 năm, 35 ngày   | Dân chủ Kitô giáo                    | De Gasperi VII                 | Trung dung (DC • PRI)                                                    | I (1948)                                  | Luigi Einaudi (1948 – 1955)        | [ 74 ] [ 75 ] [ 76 ] [ 77 ] [ 78 ] [ 79 ] [ 80 ] |
| (30) | không khung | Alcide De Gasperi (1884 – 1954)    | 13 tháng 7 năm 1946 – 17 tháng 8 năm 1953 7 năm, 35 ngày   | Dân chủ Kitô giáo                    | De Gasperi VIII                | DC                                                                       | II (1953)                                 | Luigi Einaudi (1948 – 1955)        | [ 74 ] [ 75 ] [ 76 ] [ 77 ] [ 78 ] [ 79 ] [ 80 ] |
| 31   | không khung | Giuseppe Pella (1902 – 1981)       | 17 tháng 8 năm 1953 – 18 tháng 1 năm 1954 154 ngày         | Dân chủ Kitô giáo                    | Pella                          | DC                                                                       | II (1953)                                 | Luigi Einaudi (1948 – 1955)        | [ 81 ]                                           |
| 32   | không khung | Amintore Fanfani (1908 – 1999)     | 18 tháng 1 – 10 tháng 2 năm 1954 23 ngày                   | Dân chủ Kitô giáo                    | Fanfani I                      | DC                                                                       | II (1953)                                 | Luigi Einaudi (1948 – 1955)        | [ 82 ]                                           |
| 33   | không khung | Mario Scelba (1901 – 1991)         | 10 tháng 2 năm 1954 – 6 tháng 7 năm 1955 1 năm, 146 ngày   | Dân chủ Kitô giáo                    | Scelba                         | Trung dung (DC • PSDI • PLI)                                             | II (1953)                                 | Luigi Einaudi (1948 – 1955)        | [ 83 ]                                           |
| 34   | không khung | Antonio Segni (1891 – 1972)        | 6 tháng 7 năm 1955 – 19 tháng 5 năm 1957 1 năm, 307 ngày   | Dân chủ Kitô giáo                    | Segni I                        | Trung dung (DC • PSDI • PLI)                                             | II (1953)                                 | Giovanni Gronchi (1955 – 1962)     | [ 84 ]                                           |
| 35   | không khung | Adone Zoli (1887 – 1960)           | 19 tháng 5 năm 1957 – 1 tháng 7 năm 1958 1 năm, 43 ngày    | Dân chủ Kitô giáo                    | Zoli                           | DC                                                                       | II (1953)                                 | Giovanni Gronchi (1955 – 1962)     | [ 85 ]                                           |
| (32) | không khung | Amintore Fanfani (1908 – 1999)     | 1 tháng 7 năm 1958 – 16 tháng 2 năm 1959 230 ngày          | Dân chủ Kitô giáo                    | Fanfani II                     | Trung dung (DC • PSDI)                                                   | III (1958)                                | Giovanni Gronchi (1955 – 1962)     | [ 86 ]                                           |
| (34) | không khung | Antonio Segni (1891 – 1972)        | 16 tháng 2 năm 1959 – 25 tháng 3 năm 1960 1 năm, 38 ngày   | Dân chủ Kitô giáo                    | Segni II                       | DC cùng với sự tham gia của MSI, PLI, PNM (đầy đủ) và PMP (giới hạn)     | III (1958)                                | Giovanni Gronchi (1955 – 1962)     | [ 87 ]                                           |
| 36   | không khung | Fernando Tambroni (1901 –1961)     | 25 tháng 3 – 26 tháng 7 năm 1960 123 ngày                  | Dân chủ Kitô giáo                    | Tambroni                       | DC MSI tham gia giới hạn                                                 | III (1958)                                | Giovanni Gronchi (1955 – 1962)     | [ 88 ]                                           |
| (32) | không khung | Amintore Fanfani (1908 – 1999)     | 26 tháng 7 năm 1960 – 21 tháng 6 năm 1963 2 năm, 330 ngày  | Dân chủ Kitô giáo                    | Fanfani III                    | DC PSDI, PLI và PRI tham gia giới hạn                                    | III (1958)                                | Giovanni Gronchi (1955 – 1962)     | [ 89 ] [ 90 ]                                    |
| (32) | không khung | Amintore Fanfani (1908 – 1999)     | 26 tháng 7 năm 1960 – 21 tháng 6 năm 1963 2 năm, 330 ngày  | Dân chủ Kitô giáo                    | Fanfani IV                     | DC • PSDI • PRI PSI tham gia giới hạn                                    | III (1958)                                | Antonio Segni (1962 – 1964)        | [ 89 ] [ 90 ]                                    |
| 37   | không khung | Giovanni Leone (1908 – 2001)       | 21 tháng 6 – 4 tháng 12 năm 1963 166 ngày                  | Dân chủ Kitô giáo                    | Leone I                        | DC PSI, PSDI và PRI tham gia giới hạn                                    | IV (1963)                                 | Antonio Segni (1962 – 1964)        | [ 91 ]                                           |
| 38   |             | Aldo Moro (1916 – 1978)            | 4 tháng 12 năm 1963 – 24 tháng 6 năm 1968 4 năm, 203 ngày  | Dân chủ Kitô giáo                    | Moro I                         | Trung tả "Hữu cơ" (DC • PSI • PSDI • PRI)                                | IV (1963)                                 | Antonio Segni (1962 – 1964)        | [ 92 ] [ 93 ] [ 94 ]                             |
| 38   | Moro II     | Aldo Moro (1916 – 1978)            | 4 tháng 12 năm 1963 – 24 tháng 6 năm 1968 4 năm, 203 ngày  | Dân chủ Kitô giáo                    | Giuseppe Saragat (1964 – 1971) | Trung tả "Hữu cơ" (DC • PSI • PSDI • PRI)                                | IV (1963)                                 |                                    | [ 92 ] [ 93 ] [ 94 ]                             |
| 38   | Moro III    | Aldo Moro (1916 – 1978)            | 4 tháng 12 năm 1963 – 24 tháng 6 năm 1968 4 năm, 203 ngày  | Dân chủ Kitô giáo                    | Giuseppe Saragat (1964 – 1971) | Trung tả "Hữu cơ" (DC • PSI • PSDI • PRI)                                | IV (1963)                                 |                                    | [ 92 ] [ 93 ] [ 94 ]                             |
| (37) | không khung | Giovanni Leone (1908 – 2001)       | 24 tháng 6 – 12 tháng 12 năm 1968 171 ngày                 | Dân chủ Kitô giáo                    | Giuseppe Saragat (1964 – 1971) | Leone II                                                                 | DC PSU và PRI tham gia giới hạn           | V (1968)                           | [ 95 ]                                           |
| 39   | không khung | Mariano Rumor (1915 – 1990)        | 12 tháng 12 năm 1968 – 6 tháng 8 năm 1970 1 năm, 237 ngày  | Dân chủ Kitô giáo                    | Giuseppe Saragat (1964 – 1971) | Rumor I                                                                  | Trung tả "Hữu cơ" (DC • PSU • PRI)        | V (1968)                           | [ 96 ] [ 97 ] [ 98 ]                             |
| 39   | không khung | Mariano Rumor (1915 – 1990)        | 12 tháng 12 năm 1968 – 6 tháng 8 năm 1970 1 năm, 237 ngày  | Dân chủ Kitô giáo                    | Giuseppe Saragat (1964 – 1971) | Rumor II                                                                 | DC PSI, PSDI và PRI tham gia giới hạn     | V (1968)                           | [ 96 ] [ 97 ] [ 98 ]                             |
| 39   | không khung | Mariano Rumor (1915 – 1990)        | 12 tháng 12 năm 1968 – 6 tháng 8 năm 1970 1 năm, 237 ngày  | Dân chủ Kitô giáo                    | Giuseppe Saragat (1964 – 1971) | Rumor III                                                                | Trung tả "Hữu cơ" (DC • PSI • PSDI • PRI) | V (1968)                           | [ 96 ] [ 97 ] [ 98 ]                             |
| 40   | không khung | Emilio Colombo (1920 – 2013)       | 6 tháng 8 năm 1970 – 17 tháng 2 năm 1972 1 năm, 195 ngày   | Dân chủ Kitô giáo                    | Giuseppe Saragat (1964 – 1971) | Colombo                                                                  | Trung tả "Hữu cơ" (DC • PSI • PSDI • PRI) | V (1968)                           | [ 99 ]                                           |
| 41   | không khung | Giulio Andreotti (1919 – 2013)     | 17 tháng 2 năm 1972 – 7 tháng 7 năm 1973 1 năm, 140 ngày   | Dân chủ Kitô giáo                    | Andreotti I                    | DC                                                                       | Giovanni Leone (1971 – 1978)              | V (1968)                           | [ 100 ] [ 101 ]                                  |
| 41   | không khung | Giulio Andreotti (1919 – 2013)     | 17 tháng 2 năm 1972 – 7 tháng 7 năm 1973 1 năm, 140 ngày   | Dân chủ Kitô giáo                    | Andreotti II                   | DC • PSDI • PLI PRI tham gia giới hạn                                    | Giovanni Leone (1971 – 1978)              | VI (1972)                          | [ 100 ] [ 101 ]                                  |
| (39) | không khung | Mariano Rumor (1915 – 1990)        | 17 tháng 7 năm 1973 – 23 tháng 11 năm 1974 1 năm, 129 ngày | Dân chủ Kitô giáo                    | Rumor IV                       | Trung tả "Hữu cơ" (DC • PSI • PSDI • PRI)                                | Giovanni Leone (1971 – 1978)              | VI (1972)                          | [ 102 ] [ 103 ]                                  |
| (39) | không khung | Mariano Rumor (1915 – 1990)        | 17 tháng 7 năm 1973 – 23 tháng 11 năm 1974 1 năm, 129 ngày | Dân chủ Kitô giáo                    | Rumor V                        | Trung tả "Hữu cơ" (DC • PSI • PSDI) PRI tham gia giới hạn                | Giovanni Leone (1971 – 1978)              | VI (1972)                          | [ 102 ] [ 103 ]                                  |
| (38) | không khung | Aldo Moro (1916 – 1978)            | 23 tháng 11 năm 1974 – 29 tháng 7 năm 1976 1 năm, 249 ngày | Dân chủ Kitô giáo                    | Moro IV                        | DC • PRI PSI và PSDI tham gia giới hạn                                   | Giovanni Leone (1971 – 1978)              | VI (1972)                          | [ 104 ] [ 105 ]                                  |
| (38) | không khung | Aldo Moro (1916 – 1978)            | 23 tháng 11 năm 1974 – 29 tháng 7 năm 1976 1 năm, 249 ngày | Dân chủ Kitô giáo                    | Moro V                         | DC PSI, PSDI và PRI tham gia giới hạn                                    | Giovanni Leone (1971 – 1978)              | VI (1972)                          | [ 104 ] [ 105 ]                                  |
| (41) | không khung | Giulio Andreotti (1919 – 2013)     | 29 tháng 7 năm 1976 – 4 tháng 8 năm 1979 3 năm, 6 ngày     | Dân chủ Kitô giáo                    | Andreotti III                  | Thỏa hiệp Lịch sử DC và PCI (tham gia giới hạn)                          | Giovanni Leone (1971 – 1978)              | VII (1976)                         | [ 106 ] [ 107 ] [ 108 ]                          |
| (41) | không khung | Giulio Andreotti (1919 – 2013)     | 29 tháng 7 năm 1976 – 4 tháng 8 năm 1979 3 năm, 6 ngày     | Dân chủ Kitô giáo                    | Andreotti IV                   | Thỏa hiệp Lịch sử DC và PCI (tham gia giới hạn)                          | Sandro Pertini (1978 – 1985)              | VII (1976)                         | [ 106 ] [ 107 ] [ 108 ]                          |
| (41) | không khung | Giulio Andreotti (1919 – 2013)     | 29 tháng 7 năm 1976 – 4 tháng 8 năm 1979 3 năm, 6 ngày     | Dân chủ Kitô giáo                    | Andreotti V                    | DC • PSDI • PRI                                                          | Sandro Pertini (1978 – 1985)              | VII (1976)                         | [ 106 ] [ 107 ] [ 108 ]                          |
| 42   | không khung | Francesco Cossiga (1928 – 2010)    | 4 tháng 8 năm 1979 – 18 tháng 10 năm 1980 1 năm, 75 ngày   | Dân chủ Kitô giáo                    | Cossiga I                      | DC • PSDI • PLI PSI và PRI tham gia giới hạn                             | Sandro Pertini (1978 – 1985)              | VIII (1979)                        | [ 109 ] [ 110 ]                                  |
| 42   | không khung | Francesco Cossiga (1928 – 2010)    | 4 tháng 8 năm 1979 – 18 tháng 10 năm 1980 1 năm, 75 ngày   | Dân chủ Kitô giáo                    | Cossiga II                     | Trung tả "Hữu cơ" (DC • PSI • PRI)                                       | Sandro Pertini (1978 – 1985)              | VIII (1979)                        | [ 109 ] [ 110 ]                                  |
| 43   | không khung | Arnaldo Forlani (1925 – 2023)      | 18 tháng 10 năm 1980 – 28 tháng 6 năm 1981 263 ngày        | Dân chủ Kitô giáo                    | Forlani                        | Trung tả "Hữu cơ" (DC • PSI • PSDI • PRI)                                | Sandro Pertini (1978 – 1985)              | VIII (1979)                        | [ 111 ]                                          |
| 44   | không khung | Giovanni Spadolini (1925 – 1994)   | 28 tháng 6 năm 1981 – 1 tháng 12 năm 1982 1 năm, 156 ngày  | Đảng Cộng hòa Ý                      | Spadolini I                    | Pentapartito (DC • PSI • PSDI •PRI • PLI)                                | Sandro Pertini (1978 – 1985)              | VIII (1979)                        | [ 112 ] [ 113 ]                                  |
| 44   | không khung | Giovanni Spadolini (1925 – 1994)   | 28 tháng 6 năm 1981 – 1 tháng 12 năm 1982 1 năm, 156 ngày  | Đảng Cộng hòa Ý                      | Spadolini II                   | Pentapartito (DC • PSI • PSDI •PRI • PLI)                                | Sandro Pertini (1978 – 1985)              | VIII (1979)                        | [ 112 ] [ 113 ]                                  |
| (32) | không khung | Amintore Fanfani (1908 – 1999)     | 1 tháng 12 năm 1982 – 4 tháng 8 năm 1983 246 ngày          | Dân chủ Kitô giáo                    | Fanfani V                      | DC • PSDI • PLI • PSI PRI tham gia giới hạn                              | Sandro Pertini (1978 – 1985)              | VIII (1979)                        | [ 114 ]                                          |
| 45   | không khung | Bettino Craxi (1934 – 2000)        | 4 tháng 8 năm 1983 – 18 tháng 4 năm 1987 3 năm, 257 ngày   | Đảng Xã hội Ý                        | Craxi I                        | Pentapartito (DC • PSI • PRI • PSDI • PLI)                               | Sandro Pertini (1978 – 1985)              | IX (1983)                          | [ 115 ] [ 116 ]                                  |
| 45   | không khung | Bettino Craxi (1934 – 2000)        | 4 tháng 8 năm 1983 – 18 tháng 4 năm 1987 3 năm, 257 ngày   | Đảng Xã hội Ý                        | Craxi II                       | Pentapartito (DC • PSI • PRI • PSDI • PLI)                               | Francesco Cossiga (1985 – 1992)           | IX (1983)                          | [ 115 ] [ 116 ]                                  |
| (32) | không khung | Amintore Fanfani (1908 – 1999)     | 18 tháng 4 – 29 tháng 7 năm 1987 102 ngày                  | Dân chủ Kitô giáo                    | Fanfani VI                     | DC                                                                       | Francesco Cossiga (1985 – 1992)           | IX (1983)                          | [ 90 ]                                           |
| 46   | không khung | Giovanni Goria (1943 – 1994)       | 29 tháng 7 năm 1987 – 13 tháng 4 năm 1988 259 ngày         | Dân chủ Kitô giáo                    | Goria                          | Pentapartito (DC • PSI • PRI • PSDI • PLI)                               | Francesco Cossiga (1985 – 1992)           | X (1987)                           | [ 117 ]                                          |
| 47   | không khung | Ciriaco De Mita (1928 – 2022)      | 13 tháng 4 năm 1988 – 22 tháng 7 năm 1989 1 năm, 100 ngày  | Dân chủ Kitô giáo                    | De Mita                        | Pentapartito (DC • PSI • PRI • PSDI • PLI)                               | Francesco Cossiga (1985 – 1992)           | X (1987)                           | [ 118 ]                                          |
| (41) | không khung | Giulio Andreotti (1919 – 2013)     | 22 tháng 7 năm 1989 – 28 tháng 6 năm 1992 2 năm, 342 ngày  | Dân chủ Kitô giáo                    | Andreotti VI                   | Pentapartito (DC • PSI • PRI • PSDI • PLI)                               | Francesco Cossiga (1985 – 1992)           | X (1987)                           | [ 119 ] [ 120 ]                                  |
| (41) | không khung | Giulio Andreotti (1919 – 2013)     | 22 tháng 7 năm 1989 – 28 tháng 6 năm 1992 2 năm, 342 ngày  | Dân chủ Kitô giáo                    | Andreotti VII                  | Quadripartito (DC • PSI • PSDI •PLI)                                     | Francesco Cossiga (1985 – 1992)           | X (1987)                           | [ 119 ] [ 120 ]                                  |
| 48   | không khung | Giuliano Amato(sinh 1938)          | 28 tháng 6 năm 1992 – 28 tháng 4 năm 1993 304 ngày         | Đảng Xã hội Ý                        | Amato I                        | Quadripartito (DC • PSI • PLI •PSDI)                                     | XI (1992)                                 | Oscar Luigi Scalfaro (1992 – 1999) | [ 121 ]                                          |
| 49   | không khung | Carlo Azeglio Ciampi (1920 – 2016) | 28 tháng 4 năm 1993 – 10 tháng 5 năm 1994 1 năm, 12 ngày   | Độc lập                              | Ciampi                         | DC • PSI • PDS • PLI • PRI • PSDI • FdV                                  | XI (1992)                                 | Oscar Luigi Scalfaro (1992 – 1999) | [ 122 ]                                          |
| 50   | không khung | Silvio Berlusconi (1936 – 2023)    | 10 tháng 5 năm 1994 – 17 tháng 1 năm 1995 252 ngày         | Forza Italia                         | Berlusconi I                   | PdL–PBG (FI • LN • AN • CCD • UdC)                                       | XII (1994)                                | Oscar Luigi Scalfaro (1992 – 1999) | [ 123 ]                                          |
| 51   | không khung | Lamberto Dini (sinh 1931)          | 17 tháng 1 năm 1995 – 17 tháng 5 năm 1996 1 năm, 121 ngày  | Độc lập                              | Dini                           | Các chính khách độc lập (tham gia cùng PDS, LN, PPI, PSI, FdV, Rete, CS) | XII (1994)                                | Oscar Luigi Scalfaro (1992 – 1999) | [ 124 ]                                          |
| 52   | không khung | Romano Prodi (sinh 1939)           | 17 tháng 5 năm 1996 – 21 tháng 10 năm 1998 2 năm, 157 ngày | Liên minh Cây Oliu (Độc lập)         | Prodi I                        | Liên minh Cây Oliu (PDS • PPI • RI • FdV • UD) PRC tham gia giới hạn     | XIII (1996)                               | Oscar Luigi Scalfaro (1992 – 1999) | [ 125 ]                                          |
| 53   | không khung | Massimo D'Alema (sinh 1949)        | 21 tháng 10 năm 1998 – 25 tháng 4 năm 2000 1 năm, 187 ngày | Liên minh Cây Oliu (Dân chủ Cánh tả) | D'Alema I                      | Liên minh Cây Oliu (DS • PPI • RI • SDI • FdV • PdCI • UDR)              | XIII (1996)                               | Oscar Luigi Scalfaro (1992 – 1999) | [ 126 ] [ 127 ]                                  |
| 53   | không khung | Massimo D'Alema (sinh 1949)        | 21 tháng 10 năm 1998 – 25 tháng 4 năm 2000 1 năm, 187 ngày | Liên minh Cây Oliu (Dân chủ Cánh tả) | D'Alema II                     | Liên minh Cây Oliu (DS • PPI • Dem • RI • FdV • PdCI • UDEUR)            | XIII (1996)                               | Carlo Azeglio Ciampi (1999 – 2006) | [ 126 ] [ 127 ]                                  |
| (48) | không khung | Giuliano Amato(sinh 1938)          | 25 tháng 4 năm 2000 – 11 tháng 6 năm 2001 1 năm, 47 ngày   | Liên minh Cây Oliu (Độc lập)         | Amato II                       | Liên minh Cây Oliu (DS • PPI • Dem • FdV • PdCI • UDEUR • RI • SDI)      | XIII (1996)                               | Carlo Azeglio Ciampi (1999 – 2006) | [ 128 ]                                          |
| (50) | không khung | Silvio Berlusconi (1936 – 2023)    | 11 tháng 6 năm 2001 – 17 tháng 5 năm 2006 4 năm, 340 ngày  | Forza Italia                         | Berlusconi II                  | Ngôi nhà Tự do (FI • AN • LN • UDC • NPSI • PRI)                         | XIV (2001)                                | Carlo Azeglio Ciampi (1999 – 2006) | [ 129 ] [ 130 ]                                  |
| (50) | không khung | Silvio Berlusconi (1936 – 2023)    | 11 tháng 6 năm 2001 – 17 tháng 5 năm 2006 4 năm, 340 ngày  | Forza Italia                         | Berlusconi III                 | Ngôi nhà Tự do (FI • AN • LN • UDC • NPSI • PRI)                         | XIV (2001)                                | Carlo Azeglio Ciampi (1999 – 2006) | [ 129 ] [ 130 ]                                  |
| (52) | không khung | Romano Prodi (sinh 1939)           | 17 tháng 5 năm 2006 – 8 tháng 5 năm 2008 1 năm, 357 ngày   | Liên minh Cây Oliu / Đảng Dân chủ    | Prodi II                       | L'Unione (DS • DL • PRC • RnP • PdCI • IdV • FdV • UDEUR)                | XV (2006)                                 | Giorgio Napolitano (2006 – 2015)   | [ 131 ]                                          |
| (50) | không khung | Silvio Berlusconi (1936 – 2023)    | 8 tháng 5 năm 2008 – 16 tháng 11 năm 2011 3 năm, 192 ngày  | Nhân dân Tự do                       | Berlusconi IV                  | Liên minh Trung hữu (PdL • LN • MpA)                                     | XVI (2008)                                | Giorgio Napolitano (2006 – 2015)   | [ 132 ]                                          |
| 54   | không khung | Mario Monti (sinh 1943)            | 16 tháng 11 năm 2011 – 28 tháng 4 năm 2013 1 năm, 163 ngày | Độc lập                              | Monti                          | Các chính khách độc lập (tham gia cùng PdL, PD, UdC, FLI, ApI)           | XVI (2008)                                | Giorgio Napolitano (2006 – 2015)   | [ 133 ]                                          |
| 55   | không khung | Enrico Letta (sinh 1966)           | 28 tháng 4 năm 2013 – 22 tháng 2 năm 2014 300 ngày         | Đảng Dân chủ                         | Letta                          | PD • PdL • NCD• SC • PpI • UdC • RI                                      | XVII (2013)                               | Giorgio Napolitano (2006 – 2015)   | [ 134 ]                                          |
| 56   | không khung | Matteo Renzi (sinh 1975)           | 22 tháng 2 năm 2014 – 12 tháng 12 năm 2016 2 năm, 294 ngày | Đảng Dân chủ                         | Renzi                          | PD • NCD • SC • UdC                                                      | XVII (2013)                               | Sergio Mattarella (từ 2015)        | [ 135 ]                                          |
| 57   | không khung | Paolo Gentiloni (sinh 1954)        | 12 tháng 12 năm 2016 – 1 tháng 6 năm 2018 1 năm, 171 ngày  | Đảng Dân chủ                         | Gentiloni                      | PD • NCD/AP • CpE                                                        | XVIII (2018)                              | Sergio Mattarella (từ 2015)        | [ 136 ]                                          |
| 58   | không khung | Giuseppe Conte (sinh 1964)         | 1 tháng 6 năm 2018 – 13 tháng 2 năm 2021 2 năm, 257 ngày   | Độc lập                              | Conte I                        | M5S • Lega                                                               | XVIII (2018)                              | Sergio Mattarella (từ 2015)        | [ 137 ] [ 138 ]                                  |
| 58   | không khung | Giuseppe Conte (sinh 1964)         | 1 tháng 6 năm 2018 – 13 tháng 2 năm 2021 2 năm, 257 ngày   | Độc lập                              | Conte II                       | M5S • PD • LeU • IV                                                      | XVIII (2018)                              | Sergio Mattarella (từ 2015)        | [ 137 ] [ 138 ]                                  |
| 59   | không khung | Mario Draghi (sinh 1947)           | 13 tháng 2 năm 2021 – 22 tháng 10 năm 2022 1 năm, 251 ngày | Độc lập                              | Draghi                         | M5S • Lega • PD • FI • IV • Art.1                                        | XVIII (2018)                              | Sergio Mattarella (từ 2015)        | [ 139 ]                                          |
| 60   | không khung | Giorgia Meloni (sinh 1977)         | 22 tháng 10 năm 2022 – nay 2 năm, 153 ngày                 | Đảng Anh em                          | Meloni                         | Liên minh Trung hữu FdI • Lega • FI                                      | XIX (2022)                                | Sergio Mattarella (từ 2015)        | [ 140 ]                                          |

1. 1 2 3 4 5  Nội các không được Nghị viện Ý chấp thuận.
2. ↑  Từ tháng 4 đến tháng 11 năm 2013
3. ↑  Từ tháng 11 năm 2013 đến tháng 2 năm 2014.
4. ↑  Thân với Phong trào Năm Sao.

## Sách
- Guglielmotti, Umberto, biên tập (1966). I presidenti del Consiglio dei Ministri dell'Unita' d'Italia ad oggi, Volume 3 (bằng tiếng Ý). CEN.
- Viviani, Maria Paola, biên tập (1970). La presidenza del Consiglio dei ministri in alcuni stati dell'Europa occidentale ed in Italia (bằng tiếng Ý). Giuffrè.
- Rotelli, Ettore, biên tập (1972). La Presidenza Del Consiglio Dei Ministri: Il Problema Del Coordinamento Dell'amministrazione Centrale in Italia, (1848-1948) (bằng tiếng Ý). Giuffrè.
- Marzo, Corradino; Amodio, Vito Domenico, biên tập (2014). I governi della Repubblica. Storia dei Presidenti del Consiglio, Volume 1 (bằng tiếng Ý). Lupo. ISBN 978-8866671893.